# 松井ありさ
松井 ありさ（まつい ありさ、1991年4月18日 - ）は、日本のタレント、モデル。プラチナムプロダクション所属。姉はタレントの松井絵里奈。
奈良県橿原市出身。2010年（平成22年）10月、グラビアユニット「アミューズメント★ガールズ」（A★Girls）に選ばれる。

## 人物
- 趣味：スポーツ観戦、DVD観賞、ショッピング
- 特技：ピアノ、バレーボール[1]

## 出演

### テレビ
- 全力坂（2011年2月10日・2月15日、テレビ朝日）

### 舞台
- アリスインプロジェクト「アリスイン デッドリースクール[2]」（2010年10月14日 - 17日、品川・六行会ホール） - 光組 黄市恵美 役

### その他
- シック・ジャパン「FREE YOUR SKIN研究所」（2010年1月 - ）
- サミー「サミーガールズ」（2010年11月）
- SUPER GT Bugzeesイメージガール / ハセプロMA レースクイーン（2011年5月）

## リリース作品

### DVD
1. Sweet♡Smile〜なんでもありさ♥〜（2010年5月、アドバンスエージェンシー）
2. Swinution（2010年11月、イーネット・フロンティア）